# Powiat żółkiewski (Galicja)
Powiat żółkiewski – dawny powiat kraju koronnego Królestwo Galicji i Lodomerii, istniejący w latach 1867–1918.
Siedzibą c.k. starostwa była Żółkiew. Powierzchnia powiatu w 1879 roku wynosiła 12,5681 mil kw. (723,17 km²), a ludność 65 499 osób. Powiat liczył 74 osady, zorganizowane w 64 gminy katastralne.
Na terenie powiatu działały 3 sądy powiatowe – w Żółkwi, Kulikowie i Mostach.

## Starostowie powiatu
- Kazimierz Badeni
- Leon Krajewski (1871)
- Józef Geringer (1879–1882)
- Józef Lanikiewicz (1890–1895)
- Juliusz Szumlański[1] (m.in. 1908[2]), radca Namiestnictwa, doktor praw[1]

## Komisarze rządowi
- Jan Kafka (1871)
- Józef Wołoszyński (1871)
- Henryk Zbierzchowski, Julian Pokiński (1879–1882)
- Izydor Rozwadowski-Jordan (1890)